# Čang Jing (judistka)
Čang Jing (čínsky pchin-jinem Zhāng Yǐng, znaky 张颖; * 28. května 1970) je bývalá čínská zápasnice – judistka.

## Sportovní kariéra
Judu se věnovala vrcholově v Pekingu. V čínské ženské reprezentaci se pohybovala od konce osmdesátých let v těžké váze nad 72 kg. V roce 1992 a 1996 prohrála čínskou olympijskou nominaci se svěřenkyněmi trenéra Liou Jung-fua – Čuang Siao-jen (1992) a Sun Fu-ming (1996). Po roce 1996 se na mezinárodních turnajích neobjevovala.

## Výsledky

### Váhové kategorie
| Turnaj            | 1989       | 1990       | 1991       | 1992       | 1993       | 1994       | 1995       |
| Turnaj            | 19         | 20         | 21         | 22         | 23         | 24         | 25         |
| Turnaj            | těžká váha | těžká váha | těžká váha | těžká váha | těžká váha | těžká váha | těžká váha |
| ----------------- | ---------- | ---------- | ---------- | ---------- | ---------- | ---------- | ---------- |
| Olympijské hry    |            |            |            | —          |            |            |            |
| Mistrovství světa | —          |            | 2.         |            | —          |            | 2.         |
| Asijské hry       |            | 1.         |            |            |            | 1.         |            |
| Mistrovství Asie  |            |            | —          |            | —          |            | —          |

### Bez rozdílu vah
| Turnaj            | 1989 | 1990 | 1991 | 1992 | 1993 | 1994 | 1995 |
| Turnaj            | 19   | 20   | 21   | 22   | 23   | 24   | 25   |
| ----------------- | ---- | ---- | ---- | ---- | ---- | ---- | ---- |
| Mistrovství světa | 3.   |      | —    |      | 3.   |      | —    |
| Asijské hry       |      | —    |      |      |      | —    |      |
| Mistrovství Asie  |      |      | —    |      | —    |      | —    |